# V428 Близнецов
V428 Близнецов (лат. V428 Geminorum) — двойная затменная переменная звезда типа Беты Лиры (EB) в созвездии Близнецов на расстоянии приблизительно 447 световых лет (около 137 парсек) от Солнца. Видимая звёздная величина звезды — от +11,33m до +10,93m. Орбитальный период — около 0,4915 суток (11,796 часа).

## Характеристики
Первый компонент — оранжевый карлик спектрального класса K. Радиус — около 1,1 солнечного, светимость — около 0,759 солнечной. Эффективная температура — около 5125 К.
Второй компонент — оранжевый карлик спектрального класса K.